# Célia Xakriabá
Célia Nunes Correa (nacida en 1990), más conocida como Célia Xakriabá [ˈsɛ.li.ɐ ʃɐˌkɾi.ɐˈba] , es una educadora y activista indígena del pueblo Xakriabá de Brasil. Es conocida por realizar debates y conferencias en universidades de Brasil promoviendo, entre otras cosas, el avance del estatus y los derechos de las mujeres indígenas, los derechos territoriales indígenas y la educación indígena.

## Primeros años
Xakriabá nació en el municipio de São João das Missões en el estado brasileño de Minas Gerais. Asistió a la escuela en la Escuela Estatal Indígena Xukurnuk. Más tarde, asistió y enseñó educación indígena en la Universidad Federal de Minas Gerais en 2013. Asistiendo desde 2016, Xakriabá obtuvo su maestría en educación de la Universidad de Brasilia en 2018. Ella es la primera miembro de su tribu en recibir un título de posgrado.
Xakriabá es activista por los derechos indígenas desde los 13 años.

## Carrera

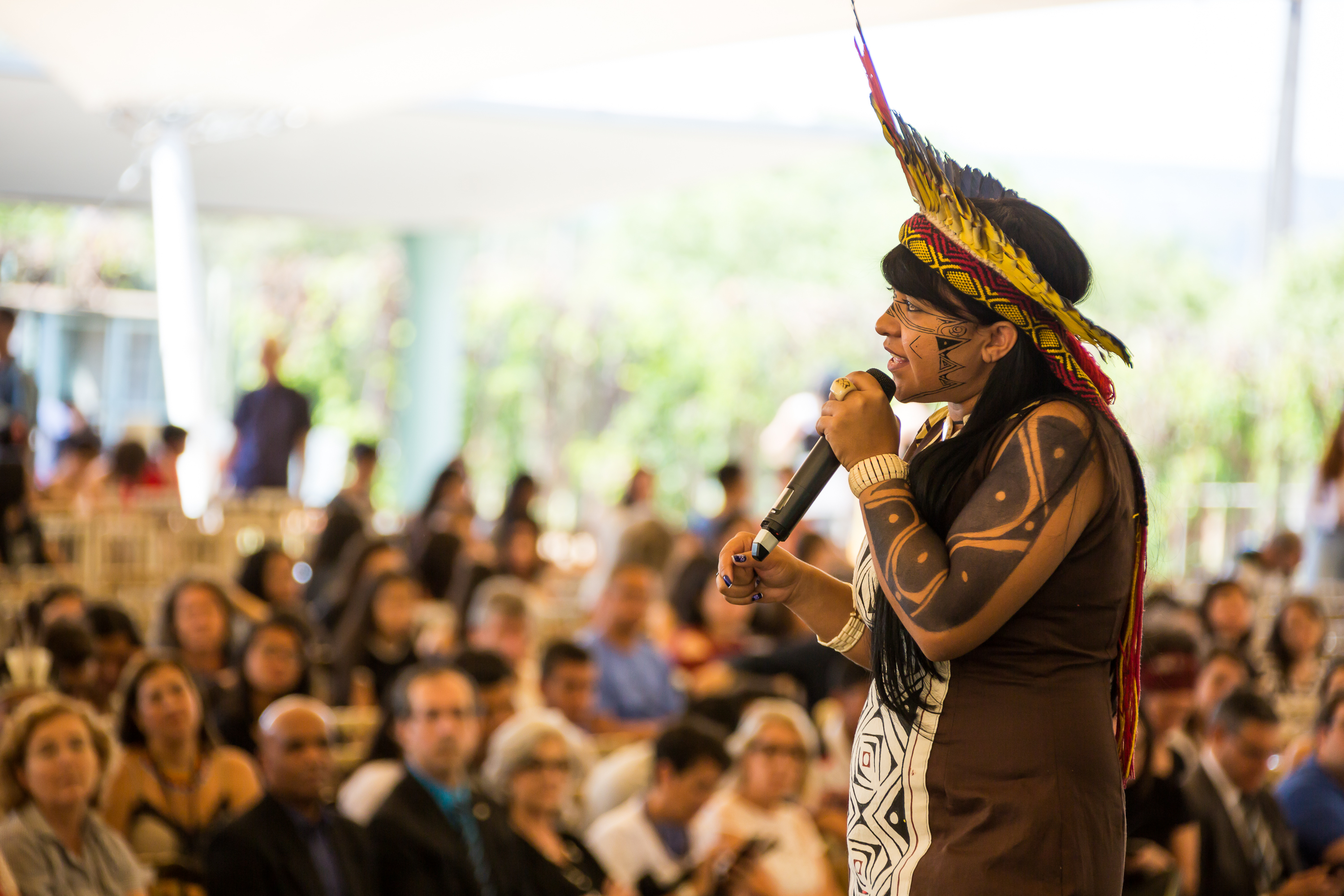
Xakriabá Dando una conferencia en la Universidad de Brasilia en 2018

#### • Carrera educativa
En 2015, Xakriabá se convirtió en la primera persona de ascendencia indígena en representar a los indígenas brasileños en el Departamento de Educación de Minas Gerais. Ocupó el cargo de 2015 a 2017.
Xakriabá afirmó que la educación que reciben los jóvenes indígenas en Brasil no es adecuada porque no les enseña sus derechos a la tierra y su historia. También afirmó que en la educación occidental todo el conocimiento viene del maestro, pero que en la educación indígena todos traen conocimientos para compartir.
Desde 2017, Xakriabá ha hablado en varias conferencias y debates en universidades de Brasil centrados en los derechos indígenas, como la promoción de la educación indígena,  y el fomento de la revitalización de las lenguas nativas en Brasil.

### Carrera política
Xakriabá se opuso a un proyecto de ley propuesto en la Asamblea Legislativa de Minas Gerais que prohibiría a los oradores llevar tocados o disfraces "extravagantes". Ella dice que este proyecto de ley tenía la intención de limitar la visibilidad de los hablantes nativos. En febrero de 2019, se unió al consejo asesor de la representante del Partido Socialismo y Libertad Áurea Carolina de Minas Gerais.

## Vistas
Xakriabá argumentó que la educación brasileña actual no hace lo suficiente para explorar la historia de las minorías, como los brasileños indígenas y africanos, lo que, según ella, hace que estos pueblos se sientan desconectados de su propia historia y ascendencia. Xakriabá afirmó que la educación de los jóvenes indígenas brasileños debe establecer la conexión entre su tierra ancestral y su herencia, identidad y espiritualidad. Xakriabá también criticó la observancia de los días festivos del calendario gregoriano en la educación brasileña, diciendo que los días festivos occidentales y cristianos no tienen importancia para los indígenas brasileños.
Afirmó que la ausencia de mujeres brasileñas en posiciones de autoridad, en general, y de mujeres indígenas en particular, tiene que ver con el colonialismo y los valores occidentales. Xakriabá pronunció que la falta de representación femenina es una de las causas de la violencia contra las mujeres indígenas en Brasil.  Según ella, la influencia de las mujeres también está limitada por la forma en que las escuelas brasileñas presentan la historia de la colonización, lo que hace que las sociedades nativas parezcan más primitivas y patriarcales de lo que ella cree que fueron.
Xakriabá dice que los procesos coloniales de genocidio y etnocidio comienzan con la exterminación de los pueblos indígenas, seguido por la destrucción de la identidad indígena y, por último, la destrucción del conocimiento indígena. Xakriabá ha defendido el cine de dirección y producción indígena, diciendo que promueve el conocimiento nativo.
Hizo fuertes críticas de las políticas del gobierno de Jair Bolsonaro , observando que es el legado de la supremacía blanca y el genocidio indígena que se deriva del colonialismo. Durante la elección de 2018 Xakriabá participó en protestas contra Bolsonaro en São Paulo.